# Achias dacoides
Achias dacoides är en tvåvingeart som beskrevs av Walker 1865. Achias dacoides ingår i släktet Achias och familjen bredmunsflugor. Inga underarter finns listade i Catalogue of Life.